# Forêt de la Corbière
La forêt de la Corbière est une forêt française située à l’est de Rennes dans les communes de La Bouëxière, Châteaubourg, Marpiré et Saint-Jean-sur-Vilaine dans le département d'Ille-et-Vilaine en Bretagne. Elle fait partie du massif forestier de Chevré.
Elle s'étend sur une surface de 627 ha.

## Protections
La forêt est propriété du conseil départemental d'Ille-et-Vilaine, dans le cadre de sa politique de préservation des espaces naturels sensibles. Elle est gérée par l'Office national des forêts et est ouverte au public. Elle intègre l'étang de Corbière, inventorié en ZNIEFF depuis 1997.

## Faune et flore
Il est inventorié près de 215 espèces floristiques ainsi que 64 espèces d'oiseaux, 8 espèces d'amphibiens et 32 espèces de mammifères[réf. nécessaire].